# Effie Ellsler
Euphemia "Effie" Ellsler (17 septembre 1855 - 8 octobre 1942) est une actrice américaine de théâtre et de cinéma.
Sa carrière dure de son enfance aux années 1930. On se souvient surtout d'elle au début de sa carrière pour avoir joué le rôle-titre dans la pièce à succès de Steele MacKaye (en), Hazel Kirke (en), et pour le rôle de Bessie Barton dans Woman Against Woman de Frank Harver. Elle est apparue entre 1901 et 1936 dans au moins six productions de Broadway et vingt-deux films.

## Biographie

### Enfance
Euphemia "Effie" Ellsler est née à Philadelphie, en Pennsylvanie, fille des acteurs John A. Ellsler (en) et Euphemia "Effie" (née Murray) Ellsler. Elle apparaît sur scène à l'âge de trois ans à Cleveland, Ohio, à l'Academy of Music, alors sous la direction de son père. Son premier rôle est le Génie de l'Anneau dans une production intitulée Aladdin ; ou, La Lampe Merveilleuse. À l'âge de quatre ans, elle est Little Eva dans une adaptation de La Case de l'oncle Tom de Harriet Beecher Stowe. Jeune fille, elle joue des rôles juvéniles pour la société de son père tout en fréquentant l'école au couvent des Ursulines local et suit des cours de danse classique auprès de sa mère.
C'est à cette époque, et alors qu'elle était encore très jeune, qu'elle fut appelée à jouer l'une des apparitions dans Macbeth. Au signal, elle apparut derrière le chaudron bouillant, lorsqu'un éclair de feu rouge la fit sursauter et lui fit oublier ses répliques. Reprenant soudain sa présence d'esprit, elle plongea la main dans le sein de sa robe, sortit un livre de la pièce et lut les paroles. L'Américain illustré, 1892 

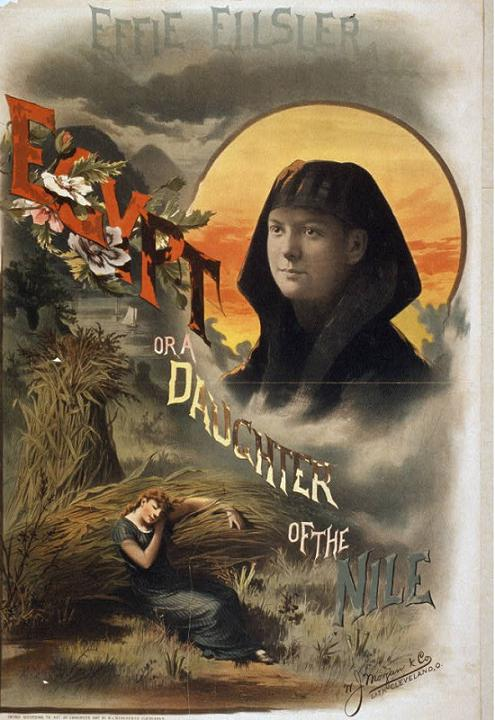
Égypte : ou une fille du Nil, années 1890.

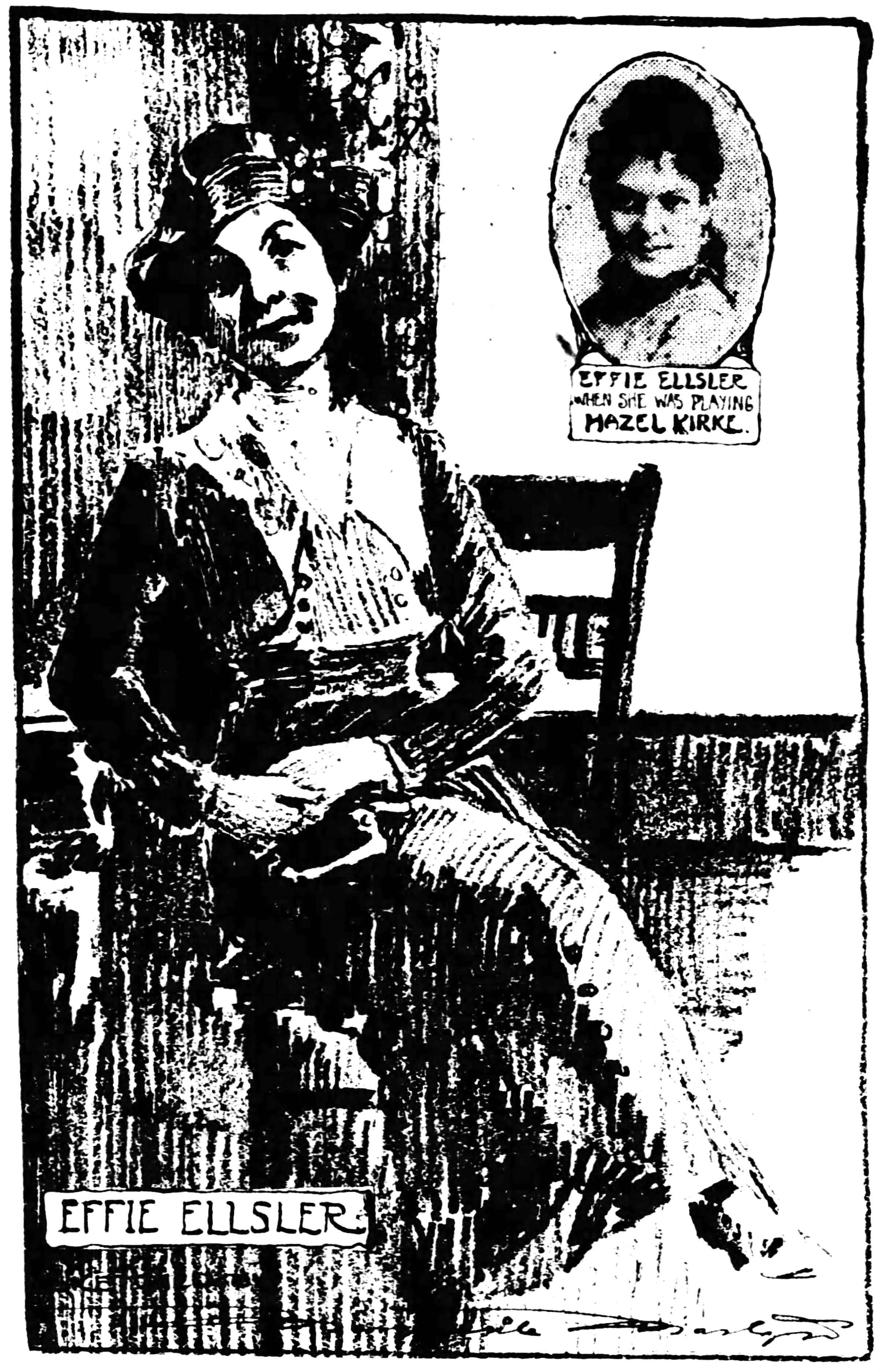
Croquis de Marguerite Martyn, 1919.

### Carrière au théâtre
À l'âge de seize ans, elle joue dans la compagnie de son père, allant de petits rôles à une actrice principale dans des pièces shakespeariennes. Quand elle a vingt-trois ans, elle se produit à l'Euclid Avenue Opera House de son père dans la production originale de A Heroine in Rags, une comédie dramatique écrite spécialement pour elle par le dramaturge Bartley Campbell (en). La grande percée d'Ellsler a eu lieu en 1880 dans le rôle-titre dans Hazel Kirke au Madison Square Theatre (en) de New York. Elle garde ce rôle presque sans interruption pendant trois ans, jusqu'à ce que son médecin lui dise de cesser.
Le 26 novembre 1884, à New York, elle joue Priscilla Sefton au Union Square Theatre dans la première production américaine de Storm Beaten de Robert Williams Buchanan (en) et, deux mois plus tard, au même endroit, le rôle de Mabel Blair dans la première production de Separation de Bartley Campbell. À la fin 1885, le journaliste Marc Klaw l'engage pour une tournée nationale de la pièce de Frank Harver, Woman Against Woman, un drame qui raconte l'histoire de Bessie Barton et son sacrifice pour sauver la réputation d'une sœur ingrate. Avec A. L. Erlanger comme manager de la compagnie, Woman Against Woman connaît le succès pendant trois saisons,,. Au cours des décennies suivantes, les pièces remarquables dans lesquelles elle joue, que ce soit à New York ou sur en tournée, incluent Camille du roman La Dame aux camélias d'Alexandre Dumas fils, The Keepsake de Clinton Stuart, Judge Not de Frank Hervey, Egypt: or a Daughter of the Nile de Laura Don (en) et le remplacement de Julia Marlowe dans Barbara Frietchie (en) de Clyde Fitch.
On la voit pour la dernière fois sur la scène de Broadway au Morosco Theatre en septembre 1922 après avoir joué deux ans dans The Bat (en), un mélodrame mystérieux en trois actes de Mary Roberts Rinehart et Avery Hopwood. Deux nuits avant la finale de la pièce, elle s'effondre pendant sa représentation mais insiste pour achever les deux derniers engagements de la pièce,.

### Au cinéma
Elle fait ses débuts au cinéma dans Old Ironsides (1926), dans le rôle de la mère d'Esther Ralston. Pendant dix ans, elle est apparue dans au moins 22 films, dont The Front Page (1931) dans le rôle de la mère de Mary Brian, Daddy Long Legs (1931) dans le rôle de Mme Semple, Black Fury (1935) dans le rôle de Bubitschka, et le western Drift Fence (en) (1936) dans le rôle de Granny Dunn. Elle prend sa retraite après avoir joué grand-mère Duval dans Le Roman de Marguerite Gautier (1936).

### Famille
Ellsler épouse son collègue acteur Frank Weston le 25 mai 1881 à Chicago. Weston est un acteur respecté qui a joué aux côtés d'Edwin Booth, Edward Loomis Davenport (en) et Lawrence Barrett (en), et acteur principal du Mcvicker's Theatre de Chicago et dans la compagnie de John Ellsler à Cleveland. Plus tard, Weston et Effie Ellsler fondent leur propre société par actions, active au cours des dernières années du XIXe siècle. Weston, qui, enfant, a servi dans la guerre civile américaine, meurt à l'âge de 70 ans le 27 janvier 1922 des suites d'une pneumonie après une maladie de trois jours. Ellsler apprend la mort de son mari alors qu'elle joue dans The Bat et choisit de continuer avec la représentation suivante parce que la compagnie n'avait pas de remplaçante pour son rôle.
Ellsler a résidé plusieurs années à Nutley, New Jersey, jusqu'à la mort de sa sœur Addie (Annie) en 1938. Elle a ensuite déménagé à Los Angeles, où elle est décédée après une courte maladie le 8 octobre 1942. Ses autres frères et sœurs étaient John J. (décédé en 1925) et William Cary (décédé en 1936). Son neveu était John Park Ellsler (1882-1940), fils de son frère, John J. Ellsler.